# Maria Rosquellas i Mas
Maria Rosquellas i Mas (Malgrat de Mar, 5 de març de 1892 - Barcelona, 30 de desembre de 1981) va ser una mestra catalana.
Va néixer a Malgrat de Mar el 5 de març de 1892. A principis de segle XX residia a Girona, on va cursar els estudis de mestra a l'Escola Normal de la ciutat. Va casar-se amb el també mestre Joan Rotger. Ambdós van ser contractats el 1920 per la Societat Anònima Cros per encarregar-se l'escola de pàrvuls i adults que va establir l'empresa a la seva fàbrica de Badalona. La seva residència va ser establerta a la casa de mestres que va construir expressament l'empresa. A l'escola inicialment van acollir només els fills de la colònia i els treballadors que ho volien, però posteriorment amb la disposició del gerent, es van obrir les classes a la resta d'obrers. Va morir a Barcelona el 30 de desembre de 1981.
L'agost de 2017, després d'un procés participatiu entre els veïns del barri celebrat l'any anterior, l'Ajuntament de Badalona va aprovar batejar una plaça del barri del Gorg com «plaça dels mestres Maria Rosquellas i Joan Rotger», a la zona on antigament s'havia situat la fàbrica.